# Edifici al carrer Valleta, 27 (Ginestar)
L'Edifici al carrer Valleta, 27 és una obra de Ginestar (Ribera d'Ebre) protegida com a Bé Cultural d'Interès Local.

## Descripció
Edifici entre mitgeres situat al bell mig del nucli urbà de la vila de Ginestar, molt proper al carrer Pau Casals i la Plaça Catalunya. La casa és de planta irregular i té una distribució de tres nivells. El parament del conjunt és de carreus irregulars, poc escairats, disposats a filades i lligats amb morter de calç. La façana principal té una composició de dos eixos vertical, amb totes les obertures d'arc de llinda i emmarcament d'aparell de maó. El portal, situat en un extrem de la façana principal, en canvi, empra arc escarser i té l'emmarcament amb el maó a sardinell. Així mateix, a l'altra banda del pla de la façana, s'hi obre una petita finestra i, al seu damunt, un balcó de barrots. Al primer pis, hi ha un balcó ampitador amb barana de balustrada i un balcó de dibuix amb barana de ferro forjat. Al darrer nivell, hi ha dues finestres, sent una el doble de gran que l'altra. Corona el tester un destacable ràfec, acabat amb una imbricació composta de teules i rajoles ceràmiques. La coberta del conjunt és de teula àrab i té una inclinació d'una sola vessant amb el carener paral·lel a la façana principal.